# Pirahã (langue)
Cet article concerne la langue pirahã. Pour le peuple pirahã, voir Pirahã.
Le pirahã ou múra-pirahã, en pirahã xipaitíisí, est la langue parlée par les Pirahãs (qui se dénomment eux-mêmes Híatíihí, soit « ceux qui sont droits »). Ce peuple, qui ne compte plus qu'environ 400 individus, vit au Brésil, le long de la rivière Maici (affluent de l'Amazone), dans l'État de l'Amazonas.
Il s'agirait de la dernière des langues múra (en) encore parlée, les autres langues de ce groupe linguistique s'étant éteintes à des époques relativement récentes. Par conséquent, il s'agit techniquement d'un isolat, sans rapport avec d'autres langues actuelles. Bien qu'elle ne compte que 700 à 1 000 locuteurs environ (en 2017) , distribués dans huit villages le long du rivage de la Maici, on ne peut pas dire qu'elle soit en danger immédiat d'extinction, notamment parce que la communauté pirahã est principalement monolingue.
Certaines des caractéristiques de la langue sont considérées comme particulières voire uniques, même s'il existe des controverses à ce propos. La principale source d'information sur cette langue provient de la grammaire rédigée en 1986 par Daniel Everett (travaillant pour l'organisation missionnaire SIL International), et des articles qu'il a continué à publier ultérieurement.

## Histoire
On ne connaît pas l'histoire de cette langue isolée et non écrite. Les locuteurs du pirahã ne produisent aucun dessin, à l'exception de quelques figures très primitives pour représenter le monde des esprits, qu'ils ont expérimenté (selon leurs dires) de manière directe.
Il n'existe pas non plus de littérature écrite ou orale. Les Pirahãs ne possèdent pas même de mythes à propos de la Création. Leurs récits sont presque toujours des descriptions d'expériences immédiates ou des interprétations de ces expériences. Il existe quelques histoires sur le passé, mais elles ne s'étendent pas au-delà de deux générations. D'une façon générale, il ne semble pas exister de mémoire individuelle ou collective au-delà des deux générations mentionnées.

## Distribution géographique
Le pirahã est parlé par des chasseurs-cueilleurs nomades le long des rivières Maici et Autaces, affluents de l'Amazone, entre les villes brésiliennes de Manaus et de Porto Velho, dans la commune de Humaitá, qui dépend de l'État d'Amazonas.

## Phonologie
Le pirahã est phonologiquement la langue la plus simple connue, avec seulement 10 phonèmes environ (selon les interprétations), un de moins dans ce cas que le rotokas, une langue parlée dans l'île Bougainville, dans l'Est de la Papouasie-Nouvelle-Guinée.
Toutefois ces dix phonèmes ne prennent pas en considération les tons du pirahã, et deux au moins sont phonémiques (marqués par un accent), ce qui porterait le nombre de phonèmes à 12. Sheldon (1988) considère qu'il y a 3 tons : haut, moyen et bas.

### Inventaire des phonèmes
Lorsque des langues ont été aussi peu inventoriées, et montrent des variations allophoniques aussi importantes que dans le cas du pirahã et du rotokas, différents linguistes peuvent avoir des idées très différentes quant à la nature de leur système phonologique.

#### Voyelles
| Voyelle | Antérieure | Postérieure |
| ------- | ---------- | ----------- |
| Fermée  | i          |             |
| Moyenne |            | o           |
| Ouverte | a          |             |

#### Consonnes
Les phonèmes consonantiques sont:
|           |         | Bilabiale | Alvéolaire | Vélaire | Glottale      |
| --------- | ------- | --------- | ---------- | ------- | ------------- |
| Occlusive | Sourdes | p         | t          | (k)     | ʔ (écrit "x") |
| Occlusive | Voisées | b         |            | g       |               |
| Fricative | Sourdes |           | s          |         | h             |

[k] est parfois considéré comme un allophone optionnel de la séquence /hi/. Le [s] n'est utilisé que par les hommes, les femmes lui substituant le [h].
| Phonème | Phonétique            | Terme                          |
| ------- | --------------------- | ------------------------------ |
| /p/     | [p]                   | pibaóí « loutre »              |
| /t/     | [t]                   | taahoasi « sable »             |
| /t/     | [tʃ] avant /i/        | tii « résidu »                 |
| /k/     | [k]                   | kaaxai « ara »                 |
| /ʔ/     | [ʔ]                   | kaaxai « ara »                 |
| /b/     | [b]                   | xísoobái « duvet »             |
| /b/     | [m] initiale          | boopai « gorge, cou »          |
| /g/     | [g]                   | xopóogií « pois doux (fruit) » |
| /g/     | [n] initiale          | gáatahaí « bidon »             |
| /g/     | [*] (voir ci-dessous) | toogixi « houe »               |
| /s/     | [s]                   | sahaxai « ne doit pas »        |
| /s/     | [ʃ] avant /i/         | xísiisí « graisse »            |
| /h/     | [h]                   | xáapahai « flèche »            |

Le nombre de phonèmes est porté à 13 si on compte le [k] et s'il n'y a que deux tons ; si le [k] n'est pas compté, il n'y a que 12 phonèmes, un de plus que dans la langue rotokas. (L'anglais, par comparaison, en a entre trente et trente-cinq, suivant les régions). Cependant, plusieurs de ces sons montrent beaucoup de variations allophoniques. Par exemple, les voyelles sont nasalisées après les consonnes glottales /h/ et /ʔ/ (écrites h et x). Par ailleurs :
- /b/ [b, ʙ, m]: la nasale [m] après une pause, la consonne roulée [ʙ] avant le /o/.
- /g/ [g, n, ɺ͡ɺ̼]: la nasale [n] après une pause (une consonne apicale); [ɺ͡ɺ̼] est une consonne battue alvéolaire-linguo-labiale latérale qui n'est connue que dans cette langue (la langue frappe la gencive supérieure puis la lèvre inférieure). Toutefois, elle n'est utilisée que dans certains types de discours, et peut ne pas être considérée comme un son normal du discours.
- /s/ [s, h]: dans le discours des femmes, le /s/ devient [h] devant le [i], et « parfois » dans d'autres cas[5].
- /k/ [k, p, h, ʔ]: dans le discours des hommes, le [k] et le [ʔ] sont interchangeables lorsqu'il s'agit de l'initiale d'un mot. Pour beaucoup, [k] et [p] peuvent être échangés dans certains mots. Les séquences [hoa] et [hia] sont considérés comme des variantes libres de [kʷa] et [ka], tout au moins dans certains mots[5].

Everett considère que le /k/ n'est pas un phonème stable, en raison de sa variation. En l'analysant comme équivalent au /hi/, il peut ramener théoriquement le nombre de consonnes à sept.
Le pirahã est parfois considéré comme l'une des rares langues sans nasales. Cependant, une analyse alternative est possible. Si l'on ramène le [g] au /n/ et le [k] au /hi/, on pourrait aussi affirmer que le pirahã est l'une des rares langues sans vélaires.
|           | Bilabiale | Alvéolaire | Glottale |
| --------- | --------- | ---------- | -------- |
| Occlusive | p         | t          | ʔ        |
| Nasale    | m         | n          |          |
| Fricative |           | s          | h        |

### Consonne roulée bilabiale voisée
En 2004, le linguiste D. L. Everett découvrit que la langue utilisait la consonne roulée bilabiale voisée affriquée, [t͡ʙ̥]. Il présuma que les Pirahãs ne l'avaient pas utilisée en sa présence auparavant car ils avaient été ridiculisés à chaque fois que des non-Pirahãs entendaient ce son. L'occurrence de [t͡ʙ̥] en pirahã est remarquable en ce que les seules autres langues connues pour utiliser ce phonème sont les langues chapakura-wanham, oro win et wari’, qui n'ont aucun lien de parenté, et qui sont parlées à 500 km à l'ouest de la région où vivent les Pirahãs. L'oro win est aussi une langue presque éteinte (survivant seulement en tant que seconde langue d'une douzaine de personnes et de membres du groupe wari’), et qui a été découverte par Everett en 1994.

### Tons et autres canaux de discours
Daniel Everett découvrit que les syllabes pirahãs peuvent se siffler, se fredonner, se crier ou se chanter. Il prend l’exemple des mots « xaoóí », « xaoói », « xáoói » et « xaóoí » qui signifient respectivement « peau », « étranger », « oreille », et désignent la coquille de noix du Brésil.
Ces différences de hauteur mélodique permettent, outre la parole normale, différents types de parole : la parole sifflotée, la parole fredonnée, la parole musicale et la parole criée.
La parole criée utilise principalement la voyelle « a » et des deux consonnes « k » ou « x » (pour le coup de glotte). Ainsi, seuls les tons, syllabes et accents des mots sont prononcés. La parole criée s'utilise lorsqu'il y a beaucoup de bruit, par exemple lors des intempéries et orages. Everett prend l’exemple suivant :
- « Ká, Kaáakakáa, kaákaá. », prononcé pendant des intempéries pour se faire entendre à distance, signifiait « Hé, Xiásoxái. Habit » (l'homme demande à sa femme de lui prendre un vêtement.
- « Kó Xiásoxái. Baósaí. » serait la prononciation normale la phrase ci-dessus.

La parole chantée est utilisée pour transmettre des informations nouvelles et importantes ou pour communiquer avec les esprits. La parole murmurée n'est utilisée que par les hommes, principalement dans le contexte de la chasse, car celle-ci ne permet d'exprimer tous les tons.
La parole fredonnée est utilisée pour cacher ce que l’on dit ou son identité. Utilisée à un volume très faible, elle permet de créer de l'intimité.

## Grammaire
Le pirahã possède, selon Everett, des caractéristiques qui le rendent unique :
- Ce serait l'une des seules langues connues qui ne possède pas de nombre grammatical, ni de chiffres, ni le concept de compter (en fait, il existe d'autres cas parmi les langues aborigènes d'Australie, comme le warlpiri : voir ci-dessous la section Numéraux et nombre grammatical).

Il n'existerait que deux concepts apparentés au nombre, pouvant se traduire respectivement par « peu/petit » et « beaucoup/grand », bien que Peter Gordon ait effectué des tests grammaticaux qui l'ont amené à penser que ces mots (qui ne se distinguent que par le ton : hói et hoí) désignaient respectivement les nombres un et deux. Daniel Everett a adhéré à cette hypothèse en 1986 avant de conclure en 2005 qu'ils signifiaient simplement « petite quantité » et « grande quantité ». L'absence de marquage du nombre grammatical est totale dans la langue (aucune distinction entre le singulier et le pluriel). S'il semble exister une distinction de quantification entre noms de masse et noms comptables (de la même nature que la distinction entre much et many en anglais), il semble pourtant que les locuteurs ne distinguent pas, par exemple, entre « un grand poisson » et « beaucoup de petits poissons ». Les gens eux-mêmes n'utilisent pas le concept de compter (voir le pirahã et l'hypothèse Sapir-Whorf).
- Ce serait la seule langue connue qui n'ait pas de mots pour exprimer les couleurs, bien que ce point soit également discuté (voir ci-dessous, dans la section Les couleurs).
- C'est la seule langue qui ne possède pas de structure récursive. Il n'est pas possible d'encastrer une phrase dans une autre ou un groupe nominal dans un autre. La complexité qui peut être exprimée, bien qu'étant très grande, est limitée. Par exemple, il est possible d'indiquer la propriété d'un objet mentionné comme « le fils de Jean », mais deux niveaux de possession ne peuvent pas être exprimés en une seule phrase comme dans « la fille du fils de Jean ». On emploierait alors une périphrase du style « Jean a un fils. Ce fils a une fille. »
- La langue possède le système pronominal le plus simple connu et il existerait des preuves selon lesquelles tout le système aurait été emprunté à une autre langue.
- Il n'existe pas de forme passée.
- La langue possède le système de parenté le plus simple jamais découvert (voir ci-dessous, dans la partie Limites de parenté). Il semblerait qu'ils ne tiennent pas compte des liens de parenté allant au-delà des frères biologiques. L'endogamie est très commune dans la population.
- Il n'existe pas de quantificateurs, tels que « tout/tous », « chaque », « quelqu'un/quelques-uns », « beaucoup », etc.
- Le pirahã est une langue agglutinante qui utilise beaucoup d'affixes pour exprimer différentes significations. Beaucoup de verbes sont des affixes, surtout les verbes d'existence et d'équivalence (voir ci-dessous, dans la section Verbes).
- Le pirahã utilise aussi des suffixes qui expriment l'évidence, une catégorie grammaticale que ne possèdent pas les langues européennes. Le suffixe /-xáagahá/ signifie que la personne qui parle est complètement sûre de son information (voir ci-dessous, dans la partie Verbes).

## Syntaxe

### Pronoms
Les pronoms personnels basique du pirahã sont ti "je", gíxai [níʔàì] "tu", hi "il(s)/elle(s)". Ceux-ci peuvent être combinés en série : ti gíxai ou ti hi pour dire "nous" (exclusif et inclusif), et gíxai hi pour dire "vous". Il y a plusieurs autres pronoms qui ont été reportés, tel que le "elle", le "il" désignant les animaux, le "il" désignant les animaux aquatiques, et le "il" inanimé (ces trois derniers pouvant se reporter au "it" anglais), mais ils peuvent être en fait des noms. Le fait que des linguistes vinrent avec différentes listes de pronoms suggèrent qu'ils ne sont pas nécessaires à la grammaire. Dans deux papiers récents, Everett cite Sheldon comme d'accord avec son (celle d'Everett) analyse des pronoms.
Sheldon (1988) donne la liste suivante des pronoms:
- ti³ "je"
- gi¹xai³ "tu"
- hi³ "il" (humain)
- i³ "elle" (humain)
- i¹k "il", "elle", "ils", "elles" (choses animées non-humaines non-aquatiques)
- si³ "il", "elle", "ils", "elles" (choses animées non-humaines aquatiques)
- a³ "il", "elle", "ils", "elles" (inanimé)
- ti³a¹ti³so³ "nous"
- gi¹xa³i¹ti³so³ "vous"
- hi³ai¹ti³so³ "ils", "elles" (humain ?)

Les pronoms sont en préfixe par rapport au verbe, dans l'ordre SUJET-INDOBJET-OBJET où INDOBJET inclut les prépositions "à", "pour", etc. Ils peuvent tout être omis, e.g., hi³-ti³-gi¹xai³-bi²i³b-i³ha³i¹ "il vous enverra à moi".
Pour la possession un pronom est utilisé:
| paitá                   | hi      | xitóhoi    |
| Paita                   | il/elle | testicules |
| Les testicules de Paita |         |            |

### Verbes
Le pirahã est agglutinant, utilisant un grand nombre d'affixes pour exprimer des idées. Même le verbe « être », exprimant l'existence ou l'équivalence, est un suffixe en pirahã. Par exemple, la phrase « il y a un paca là » n'utilise que deux mots en pirahã, la copule étant suffixée au terme signifiant « paca » :
| káixihíxao-xaagá  | gáihí |
| paca-exister      | là    |
| Il y a un paca là |       |

Comme de nombreuses autres langues, le pirahã utilise aussi des suffixes exprimant l'évidence. Un tel suffixe, -xáagahá, signifie que la personne qui parle est sûre de ce qu'elle avance :
| hoagaxóai                                   | hi      | páxai        | kaopápi-sai-xáagahá     |
| Hoaga'oai                                   | il/elle | [un poisson] | capturant- (je l'ai vu) |
| J'ai vu Hoaga'oai capturer un poisson pa'ai |         |              |                         |

(Le suffixe -sai étant proche de la structure anglaise '-ing'.)
D'autres suffixes verbaux indiquent qu'une action est déduite de preuves indirectes, ou basée sur l'ouï-dire. À la différence du français, un locuteur pirahã doit préciser ses sources d'information : il ne peut pas rester ambigu. Il existe aussi des suffixes exprimant le désir de réaliser une action, la frustration dans l'accomplissement de cette action, ou même la frustration de commencer cette action.
Il y a aussi de nombreux aspects verbaux : le perfectif (complet) opposé à l'imperfectif (incomplet), l'aspect télique (atteinte d'un but) opposé à l'atélique, la continuation, la répétition, et le commencement. Toutefois, en dépit de cette complexité, il y a peu de distinction de transitivité. Par exemple, xobai peut signifier aussi bien « regarder » que « voir », et xoab peut signifier « mourir » ou « tuer ».
D'après Sheldon (1988), les verbes pirahãs ont huit catégories principales de suffixes, et quelques sous-catégories :
- Catégorie A :
  - intensif ba³i¹
  - Ø
- Catégorie B :
  - causatif/incomplétif bo³i¹
- causatif/complétif bo³ga¹
  - inchoatif/incomplétif ho³i¹
  - inchoatif/complétif hoa³ga¹
  - futur/quelque part a²i³p.
  - futur/ailleurs a²o³p
  - passé a²o³b
  - Ø
- Catégorie C :
  - négatif/optatif sa³i¹ + C1
    - Catégorie C1:
      - préventif ha³xa³
      - opinion ha³
      - possible Ø

  - positif/optatif a³a¹ti³
  - négatif/indicatif hia³b + C2
  - positif/indicatif Ø + C2
    - Catégorie C2:
      - déclaratif a¹
      - probabilité/certitude i³ha³i¹
      - probabilité/incertitude/commencement a³ba³ga³i¹
      - probabilité/incertitude/exécution en cours a³ba³i¹
      - probabilité/incertitude/accomplissement a³a¹
      - statique i²xi³
      - interrogatif 1/progressif i¹hi¹ai¹
      - interrogatif 2/progressif o¹xoi¹hi¹ai¹
      - interrogatif 1 i¹hi¹
      - interrogatif 2 o¹xoi¹hi¹
      - Ø
- Catégorie D :
  - continuatif xii³g
  - répétitif ta³
  - Ø
- Catégorie E :
  - immédiat a¹ha¹
  - intentionnel i³i¹
  - Ø
- Catégorie F :
  - duratif a³b
  - Ø
- Catégorie G :
  - désidératif so³g
  - Ø
- Catégorie H :
  - causal ta³i¹o³
  - conclusif si³bi³ga³
  - emphatique/réitératif koi + H1
  - emphatique ko³i¹ + H1
  - réitératif i³sa³ + H1
  - Ø + H1
    - Catégorie H1 :
      - présent i³hi¹ai³
      - passé i³xa¹a³ga³
      - passé immédiat a³ga³ha¹

Ces suffixes subissent quelques changements phonétiques suivant le contexte. Par exemple, le continuatif xii³g se réduit à ii³g après une consonne. ex. : ai³t-a¹b-xii³g-a¹ → ai³ta¹bii³ga¹ « il dort encore ».
De même, une voyelle épenthétique est insérée entre deux suffixes si nécessaire pour éviter une double consonne ; la voyelle est soit un i³ (avant ou après un s, un p, ou un t) ou un a³ (autres cas). ex. : o³ga³i¹ so³g-sa³i¹ → o³ga³i¹ so³gi³sa³i¹ « il ne veut peut-être pas de champ ».
À l'inverse, quand la jonction de deux morphèmes crée une double voyelle (sans tenir compte des tons), la voyelle portant le ton le plus bas est supprimée : si³-ba¹-bo³-ga³-a¹ → si³ba¹bo³ga¹.

### Enchâssement des propositions
Everett a affirmé à l'origine que pour exprimer la subordination d'une proposition à une autre, la proposition subordonnée était nominalisée au moyen du suffixe -sai (vu ci-dessus), attaché au verbe :
| hi                                                                                    | ob-áaxái        | kahaí   | kai-sai |
| il/elle                                                                               | savoir-vraiment | flèches | faire   |
| Il sait réellement flèche-faire (c'est-à-dire « Il sait vraiment faire des flèches ») |                 |         |         |

| ti                                                                                                  | xog-i-baí        | gíxai | kahaí  | kai-sai |
| Je                                                                                                  | vouloir beaucoup | ton   | flèche | faire   |
| J'aimerais/vouloir ton flèche-faire (c'est-à-dire « J'aimerais vraiment que tu fasse des flèches ») |                  |       |        |         |

Les exemples d'enchâssement se limiteraient à un seul niveau de profondeur, de sorte que pour exprimer par exemple « Il sait vraiment expliquer comment faire des flèches », il serait nécessaire d'utiliser plusieurs phrases juxtaposées.
Everett a suggéré par la suite que cette même cette structure limitée ne constituait pas véritablement un exemple de subordination, mais plutôt de parataxe ; de même, pour exprimer « la maison du frère de John », le pirahã dirait « John a un frère. Le frère a une maison », sous forme de deux phrases juxtaposées.
L'hypothèse d'Everett que la langue n'autorisait pas la récursion a été vigoureusement discutée par d'autres linguistes. Everett a répondu à ces critiques en disant que, contrairement à ses premières interprétations qui considéraient le morphème -sai comme la marque d'un enchâssement, celui-ci marquerait en fait une « information antérieure » et ne constituait en fait pas du tout un nominalisateur ni un marqueur d'enchâssement.

## Lexique
Le vocabulaire du pirahã comporte quelques emprunts, principalement au portugais du Brésil. Ainsi le mot pirahã kóópo (« tasse ») vient du portugais copo, et bikagogia (« commerce, affaires ») vient du portugais mercadoria (« marchandise »).

### Termes de parenté
Everett (2005) affirme que la culture pirahã possède le système de parenté le plus simple de toutes les cultures humaines connues. Un terme unique, baíxi (prononcé [màíʔì]), est par exemple utilisé pour désigner aussi bien la mère et le père, et il semblerait que les Pirahãs ne conservent pas trace de relations plus éloignées que celle de frères et sœurs biologiques.

### Numéraux et nombre grammatical
D'après Everett en 1986, le pirahã a des mots pour « un » (hói) et « deux » (hoí), qui se distinguent seulement par le ton. Dans son analyse de 2005, toutefois, Everett change de point de vue et considère que le pirahã n'a pas de mot pour les nombres, et que hói et hoí ne désignait en fait que de « petite quantité » et « grande quantité ». Michael Frank (2008) décrit deux expériences sur quatre Pirahãs qui ont été choisis pour tester ces hypothèses. Dans la première expérience, 10 piles étaient placées sur une table une à la fois et on demandait aux Pirahãs de dire combien il y en avait. Les quatre sujets répondirent en accord avec l'hypothèse que leur langue avait des mots pour désigner « un » et « deux » dans cette expérience, chacun disant hói pour une pile, et hoí pour deux piles, et un mélange entre le deuxième mot et « beaucoup » pour plus de deux piles. Dans la seconde expérience, on débuta avec 10 piles sur la table, et les piles étaient soustraites une à la fois. Dans cette expérience, un des sujets utilisa hói (le mot censé signifier « un ») quand il restait six piles, et les quatre sujets utilisaient en accord ce mot quand il restait trois piles. Bien que Frank et ses collègues n'aient pas essayé d'expliquer les différences de comportements des sujets dans ces deux expériences, ils conclurent que ces deux mots « sont plus susceptible d'être des relatifs ou des comparatifs tel que « peu » ou « moins » que des absolus tel que « un » ».
Il n'y a par ailleurs pas de distinction grammaticale entre le singulier et le pluriel, même dans le cas des pronoms (voir ci-dessus, dans la partie « pronoms »).

### Noms de couleurs
Il semblerait que le pirahã n'ait pas de termes spécifiques pour désigner les couleurs ; les Pirahãs comptent au nombre des rares cultures (situées principalement dans le bassin amazonien et en Nouvelle-Guinée) ne possédant des termes spécifiques que pour clair et foncé. Bien que le glossaire pirahã figurant dans la thèse de D. L. Everett inclue une liste de mots désignant une couleur, Everett (2006) considère maintenant que les termes figurant dans ce glossaire ne sont pas en fait des mots mais des expressions descriptives, cette opinion étant fondée par les vingt années de recherches supplémentaires sur le terrain qu'il a effectuées depuis lors.
Everett affirme en fait, non pas que les Pirahãs ne distinguent pas les différentes couleurs, mais qu'ils ne disposent pas de la notion de couleur abstraite générale : ainsi, ils utiliseront un terme différent pour signifier « noir », selon qu'ils parlent d'animaux, d'êtres humains ou d'objets inanimés. Il semblerait aussi que les termes ne soient pas fixés, différents locuteurs utilisant un terme différent pour une même couleur.

## Pirahã et l'hypothèse Sapir-Whorf
L'hypothèse Sapir-Whorf affirme qu'il existe une relation entre la langue parlée par une personne et sa manière d'appréhender le monde ; plus précisément, que la langue détermine ce que ses locuteurs sont capables de concevoir.
Les conclusions sur la signification du mode de dénombrement en pirahã et l'hypothèse Sapir-Whorf selon Frank & al. sont cités ci-dessous. En bref, cette étude montre que les Pirahãs sont dans l'ensemble capables de faire correspondre entre eux plusieurs groupes d'objets de même quantité (même en quantité relativement importante) placés devant eux, mais éprouvent des difficultés lorsqu'on leur demande d'assortir ces mêmes groupes d'objets après les avoir soustraits à leur vue.

« L'absence totale de termes exprimant une quantité exacte dans leur langue n'empêcha pas les Pirahãs d'accomplir précisément et avec succès une tâche de mise en relation d'ensembles importants en fonction de leur équivalence numérique exacte. Cette preuve est un argument contre la thèse whorfienne fortement affirmée que le langage des nombres crée le concept de quantité exacte. […] Au lieu de cela, le cas des Pirahãs suggère que les langues capables d'exprimer des cardinalités importantes et exactes ont un effet plus modeste sur la cognition de leurs locuteurs : elles permettent aux locuteurs de se rappeler et de comparer avec précision l'information sur les cardinalités dans l'espace, le temps et les modifications de modalité. […] Les Pirahãs comprennent donc le concept de « un » (même s'ils n'ont pas de mot pour ce concept). Par ailleurs, ils paraissent comprendre que le fait d'ajouter ou de soustraire une unité d'un ensemble modifie la quantité de cet ensemble, quoique la généralité de cette connaissance soit difficile à asserter, tenant compte de l'impossibilité d'associer à des ensembles de cardinalité arbitraire des noms de nombres. »

Étant donné leur crainte (fondée) d'être trompés dans les échanges commerciaux qu'ils faisaient, à cause de ces lacunes, les Pirahãs ont demandé à Daniel Everett, un linguiste qui les étudiait, de leur enseigner des notions de base d'arithmétique. Après huit mois d'étude quotidienne, enthousiaste mais infructueuse, les Pirahãs conclurent qu'ils étaient incapables d'apprendre ces bases et arrêtèrent les leçons. Durant tout ce temps, aucun Pirahã ne fut capable d'apprendre à compter jusqu'à dix ni même de calculer 1+1.
Everett considère que les sujets des tests étaient incapables de compter pour deux raisons culturelles et une raison linguistique formelle. Premièrement, ce sont des chasseurs-cueilleurs nomades n'ayant rien à compter, et par conséquent aucun besoin de le faire. Deuxièmement, ils ont une contrainte culturelle s'opposant à la généralisation au-delà du présent, ce qui élimine les mots désignant les nombres. Troisièmement, puisque, selon certains chercheurs, les numéraux et le dénombrement sont basés sur la récursivité, l'absence de la récursivité dans leur langue entraîne une absence de notion de dénombrement. Ce serait donc l'absence de nécessité qui expliquerait à la fois l'absence de la capacité de compter et celle du vocabulaire correspondant. Toutefois, Everett ne considère pas que les Pirahãs soient cognitivement incapables de compter.

## Controverses
Daniel Everett, après une douzaine d'écrits et un livre écrit sur cette langue, a décrit plusieurs caractéristiques surprenantes du langage parmi lesquels :
- le pirahã peut être sifflé, fredonné, ou encodé en musique. En fait, Keren Everett (en) considère que les études existantes sur la langue ne prennent pas assez en compte certains éléments comme la prosodie. Des consonnes et des voyelles peuvent être omises, et le sens peut varier par des variations de ton, d'accent et de rythme. Selon la missionnaire Keren Everett, les mères apprennent la langue à leur enfant en leur chantant des modèles musicaux[18];
- le fait que le pirahã compte le plus petit nombre de phonèmes de toutes les langues connues et un haut degré de variation allophonique correspondant, dont deux sons rares, la consonne battue alvéolaire-linguo-labiale latérale [ɺ͡ɺ̼] et la consonne roulée bilabiale source affriquée [t͡ʙ̥];
- une structure de clause limitée, ne permettant pas le caractère récursif;
- aucun nom pour les couleurs, à part pour ce qui est clair et sombre (bien que ce soit sujet à discussion par Paul Kay et d'autres);
- la totalité des pronoms personnels semblent avoir été empruntée au Nheengatu, une lingua franca.

### Vidéographie
- « Amazonie : Le mystérieux langage des Pirahãs » (consulté le 17 octobre 2021)